# Adriaen Collaert

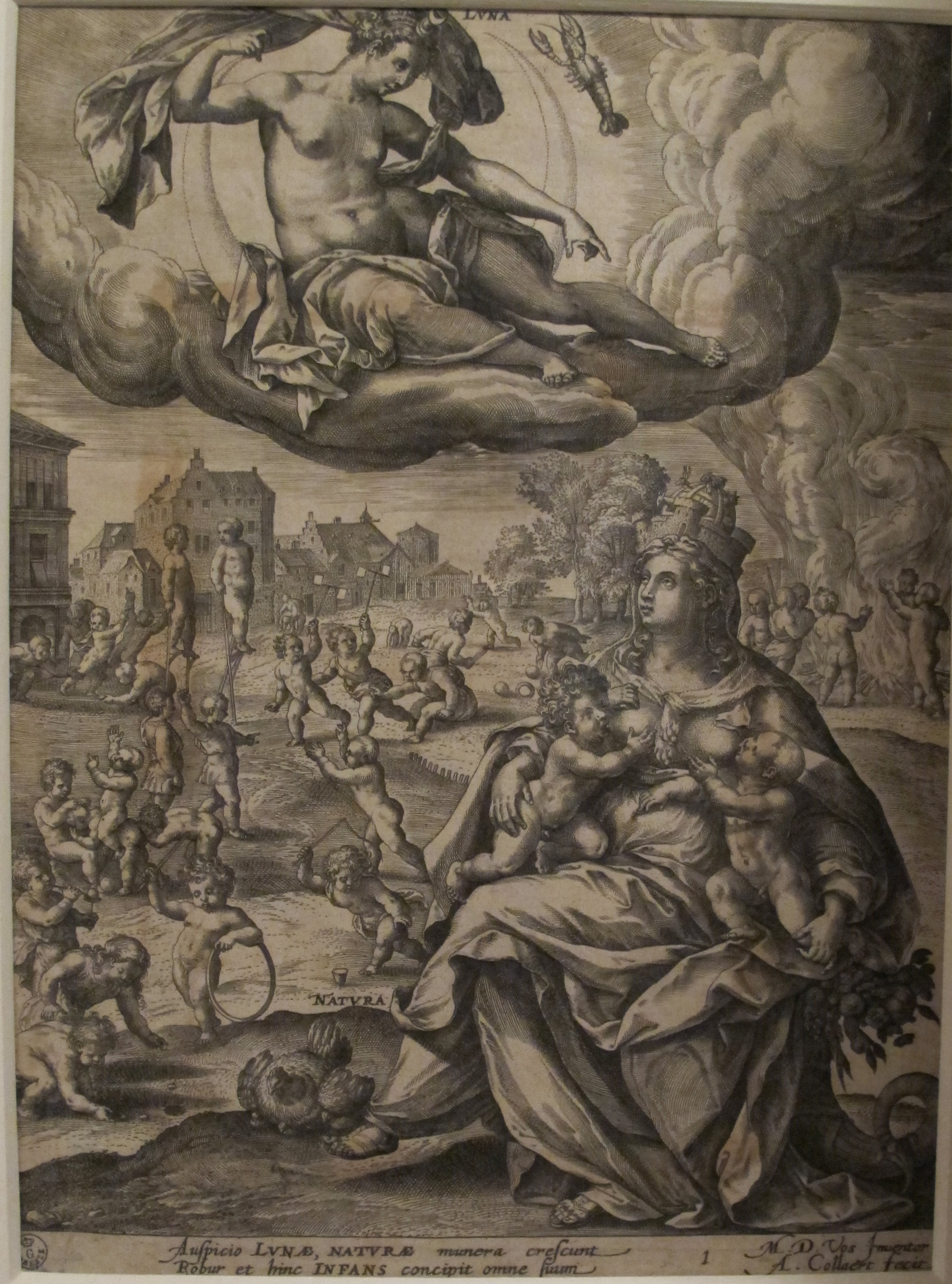
Luna-Infancia, grabado de la serie de los Siete planetas, según dibujos de Marten de Vos.

Adriaen Collaert (Amberes, ca. 1560-1618) fue un dibujante, grabador al aguafuerte y buril, editor y marchante de arte flamenco.

## Biografía
Hijo del grabador Hans Collaert y de Anna van der Heijden, y hermano mayor de Jan Collaert, nació en Amberes en fecha desconocida. En 1580 fue admitido como maestro en la guilda de San Lucas. De 1581 es su primera obra conocida: los grabados de la serie Septem planetae / Septem hominis aetatibus respondentes, alegorías de los planetas y las edades correspondientes sobre dibujos de Marten de Vos editados por Gerard de Jode. 
Tras su matrimonio con Justa Galle, hija de Philip Galle, trabajará principalmente para su suegro. En 1587 y 1588 hizo un intento de independizarse, trabajando él mismo como editor, pero solo un año después comenzó a colaborar con los impresores Plantijn Moretus. En 1593 y 1594 recibió alumnos en el taller, probablemente como grabador y editor. En 1613 se encargó con Cornelis Galle I de las estampas de Vita B. Virginis Teresiae, libro de estampas dedicado a Teresa de Jesús.
Su producción, de dibujo correcto aunque algo seco, abarca temas religiosos y alegóricos, pero también animales y algún paisaje, tanto sobre sus propios dibujos como sobre dibujos ajenos, entre otros de Joos de Momper y Hendrick Goltzius. Murió en Amberes el 29 de junio de 1618.